# 北乡郡
北乡郡，南北朝时期设置的行政区。
北魏魏孝文帝太和十一年（487年）置北乡郡，领有二县：龙门县、汾阴县，有209户，759口。治所在汾阴县（今山西万荣县西南庙前村、黄河东岸）。辖境相当今山西省河津市、万荣县、临猗县等县地。隋文帝开皇三年（583年）废，地属淮阳郡。东魏侨置于龙门县（今山西河津市）。北齐天保时废北乡郡。西魏隶南汾州。北周周武帝改置汾阴郡，移治今万荣县西南32.5公里宝井村。